# Soriyovong (Ier)
Soriyovong Ier est le roi Khmer qui aurait régné de 1359 à 1366 sous le nom de Surya Varman Ier.

## Un souverain hypothétique
Certaines versions de la « Chronique Royale » indiquent que Soriyoteï Ier serait mort dès 1359 et aurait eu comme successeur sous le nom de règne de «Surya Varman Ier» un fils de son frère cadet Sukha Dhara Pada. Surya Varman Ier mort en 1366 serait dans ce cas le prédécesseur de son cousin Barom Reamea.
Achille Dauphin-Meunier et les autres sources citées ne retiennent pas cette duplication de monarques qui est sans doute liée à la similitude entre le nom de règne de Soriyoteï Ier « Surya-vamça » interprété en «Surya Varman » dans certaines traditions.